# Ruth Stahl

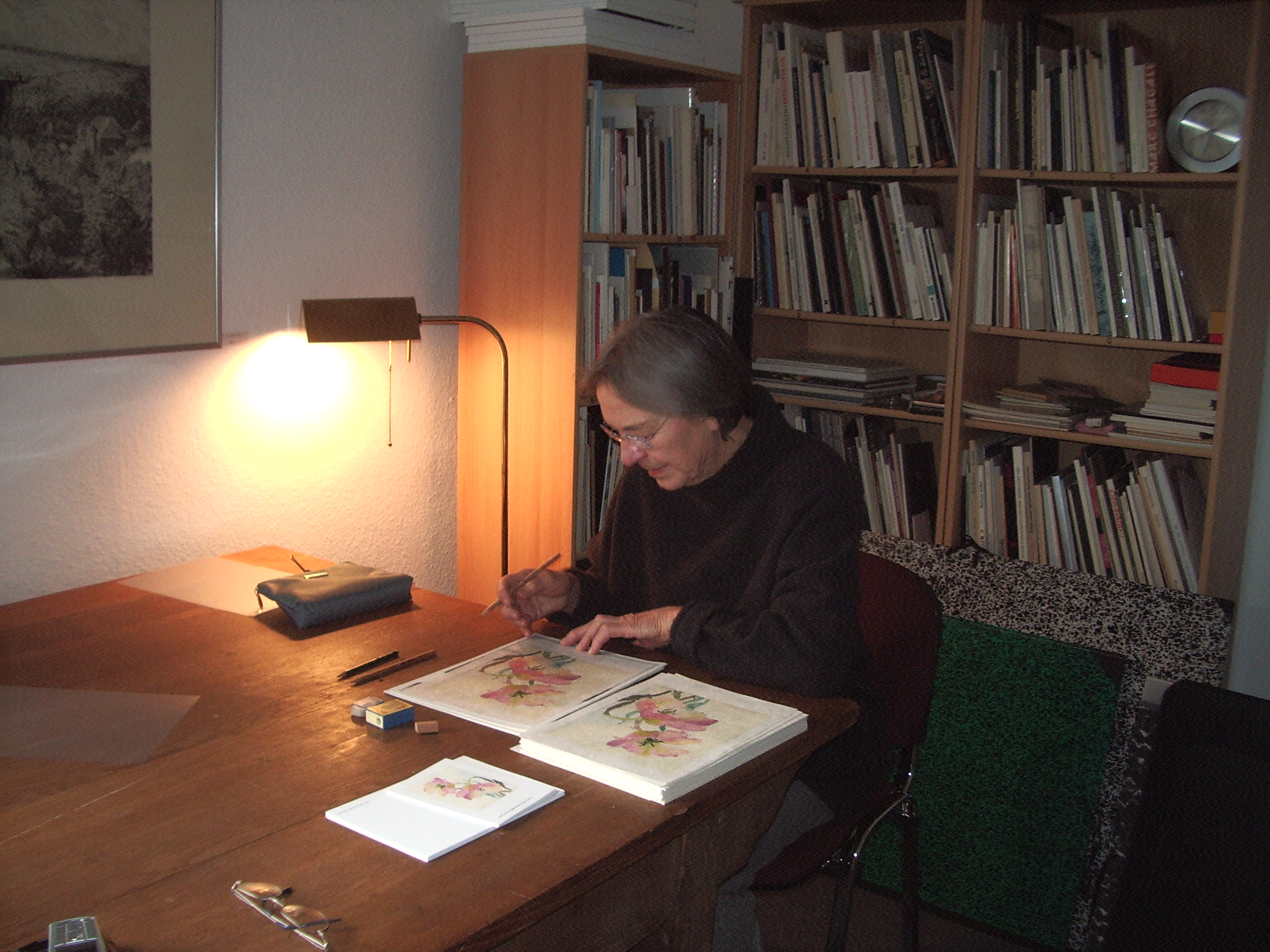
Ruth Stahl (2009), Foto: Frieder Gadesmann

Ruth Stahl (* 1928 in Nürnberg) ist eine deutsche Künstlerin, die hauptsächlich durch ihre Radierungen und Aquarelle bekannt ist.

## Leben
Ruth Stahl war von 1943 bis 1945 Schülerin der Textilwerkstätte Nürnberg. Von 1947 bis 1950 besuchte sie die Mal- und Zeichenfachschule in Nürnberg. 1951 erfolgte die Übersiedlung nach Celle. In dieser Zeit schuf sie Zeichnungen und gestaltete Theaterplakate, Ausstellungsplakate und Buchillustrationen. Von 1959 bis 1963 war sie an der Internationalen Sommerakademie für Bildende Kunst Salzburg bei Oskar Kokoschka. 1972 nahm sie an einem Lehrgang für Radiertechnik bei H. Steidle an der Folkwangschule Essen teil. Von 1976 bis 1978 lehrte sie an der Internationalen Sommerakademie in Salzburg.
Seit 1956 lebt und arbeitet Ruth Stahl in Osnabrück. Seit 1964 unternah sie Reisen nach Italien, Frankreich, Belgien, Holland, Österreich und in die Schweiz, wo zahlreiche Aquarelle entstanden.

## Preise und Auszeichnungen
- Förderpreis der Stadt Salzburg,

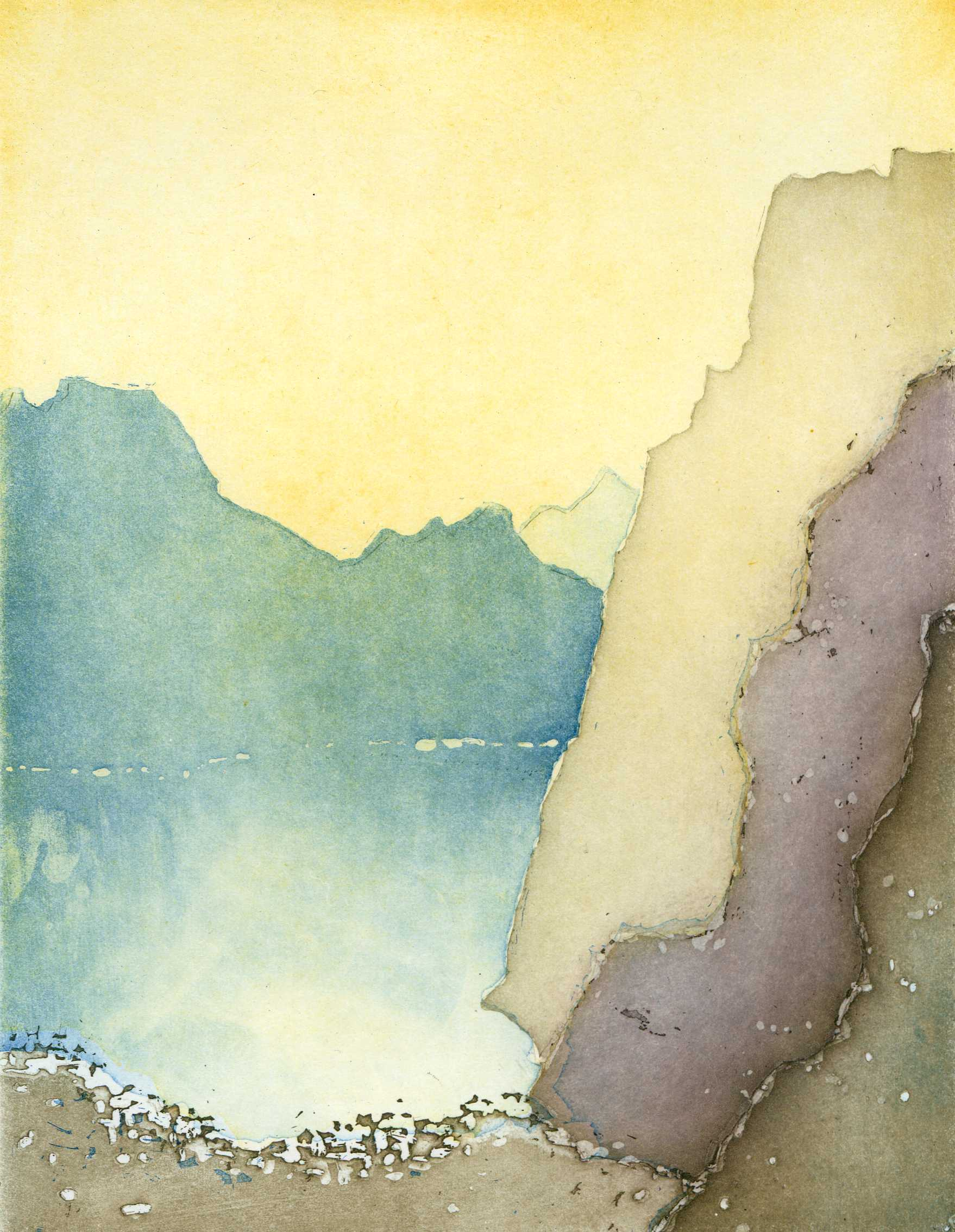
Ruth Stahl, Am Gardasee (Aquatintaradierung für den Kunstkreis Aichwald 2008)

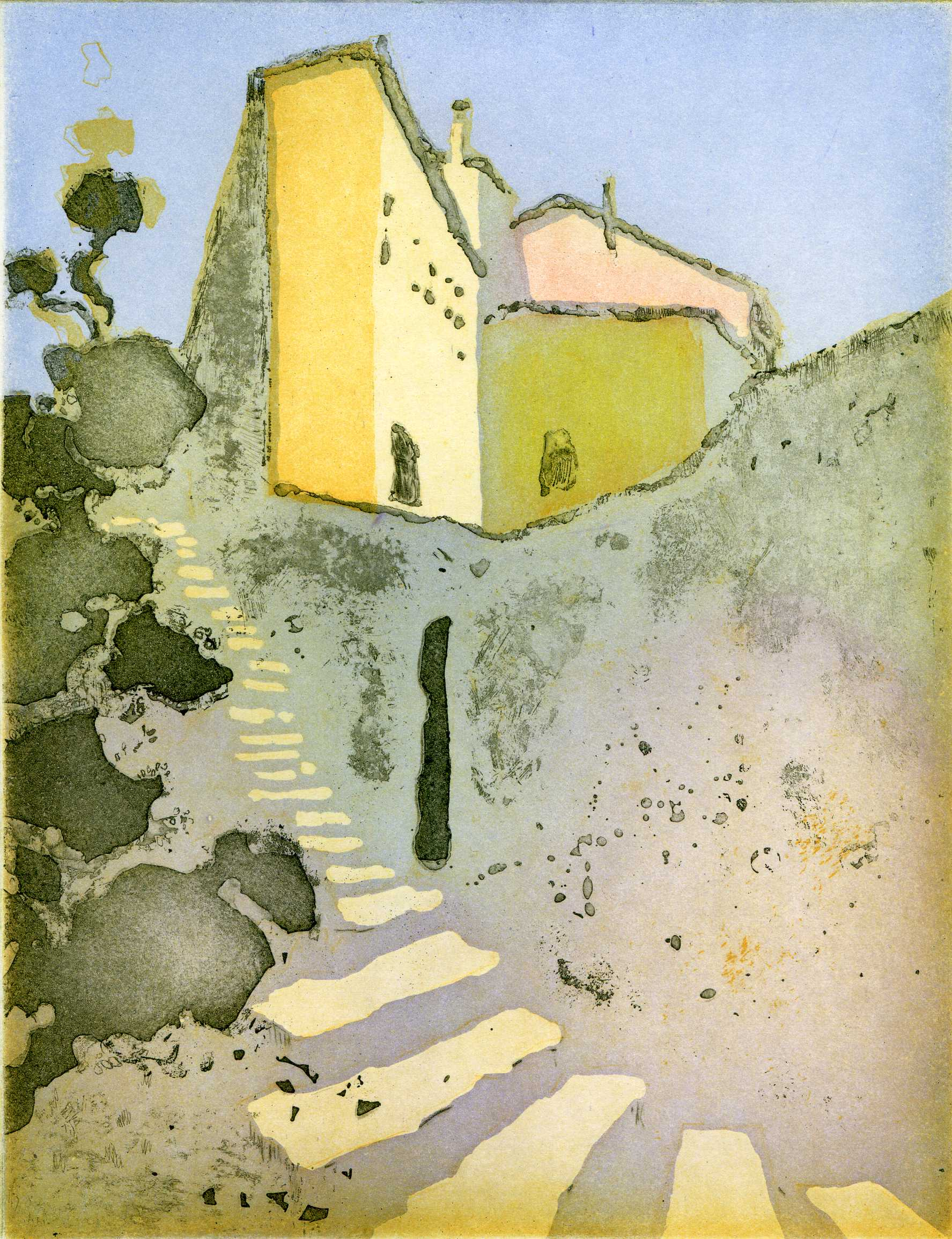
Ruth Stahl, Steile Treppe in Siena (Aquatintaradierung für den Kunstkreis Aichwald 2008)

- Ehrenpreis der Internationalen Sommerakademie Salzburg,
- Kokoschka Preis der „Schule des Sehens“,
- Mercedes Benz Preis, Salzburg.

## Ausstellungen
- 1970 Bremen
- 1971 Bremen, Kunsthalle
- 1973 Nürnberg
- 1976 Fürth
- 1976 Hagen
- 1977 Osnabrück, Kulturgeschichtliches Museum
- 1978 Nürnberg, Albrecht-Dürer-Gesellschaft
- 1979 Oldenburg
- 1981 Salzburg, Museumspavillon im Mirabellgarten
- 1983 Paderborn, Kunstverein
- 1984 Bielefeld, Kunststudio Westfalen-Blatt
- 1985 Hamburg
- 1986 Norderstedt, Altes Rathaus Garstedt
- 1987 Witten
- 1989 Schlederhausen, Steinwerk
- 1991 Hamburg
- 1998 Leutershausen, Kunstverein
- 2002 Osnabrück
- 2004 Nürnberg, Albrecht-Dürer-Haus
- 2005 Osnabrück, Kulturgeschichtliches Museum
- 2007 Bad Essen, Kulturkreis
- 2008 Kunstkreis Aichwald, Evangelisches Gemeindehaus Aichwald-Aichschieß zusammen mit Heinz Friedrich. (Katalog)

## Werk
Im Mittelpunkt ihres künstlerischen Schaffens steht die Aquarellmalerei und die graphische Auseinandersetzung mit der Aquatintaradierung.
- 2004 Venedig und die Niederlande – Aquarelle von Ruth Stahl im Albrecht-Dürer-Haus[1]
- 2006 Bewegung und Farbe, Aquarelle, Zeichnungen und Radierungen, Kulturgeschichtliches Museum Osnabrück[2]